# Great Neck (dorp)
Great Neck is een dorp binnen de administratieve plaats North Hempstead in de New Yorkse county Nassau County. Het dorp ligt aan de noordkant van Long Island.
Great Neck telt 11.145 inwoners (2020).

## Verzamelnaam
De naam Great Neck wordt afwisselend gebruikt voor zowel het dorp als het omliggende gebied, dat zich uitstrekt tot aan Lake Success. De regio Great Neck bestaat uit zo'n 40.000 inwoners, verdeeld over negen dorpen en gehuchten. Ter onderscheid wordt het dorp Great Neck in de volksmond soms the old village (het oude dorp) genoemd.

## Geschiedenis
Het dorp werd in 1922 officieel geïnaugureerd, maar bestond al sinds 1644.
Op 9 augustus 2022 werd het dorpshuis uit 1833 getroffen door de bliksem, waardoor brand ontstond. De brand bracht aanzienlijke schade toe aan het pand. Kort erna liet het dorpsbestuur weten het pand volledig te gaan restaureren.

## Onderwijs
Great Neck valt in zijn geheel onder het Great Neck Union Free School District. Dit houdt in dat alle kinderen op scholen in de hele regio Great Neck zitten. In het dorp zijn de John L. Miller Great Neck North High School en Village School gevestigd.

## Verkeer en vervoer

### Autowegen
Belangrijke doorgaande wegen in Great Neck zijn Arrandale Avenue, Baker Hill Road, Beach Road, East Shore Road, Fairview Avenue, Hicks Lane, Middle Neck Road, Old Mill Road, Polo Road, Station Road en Steamboat Road.

### Spoorlijnen
Er is geen spoorlijn of station in het dorp. Het dichtstbijzijnde station is Great Neck dat niet in het dorp, maar wel in de regio gelegen is. Dat station ligt aan de spoorlijn New York - Port Washington en wordt bediend door treinen van de Long Island Rail Road.

### Buslijnen
Great Neck wordt bediend door lijn n57 en n58 van Nassau Inter-County Express.

## Stedenbanden
Het dorp heeft stedenbanden met de volgende internationale steden:
- Tiberias,  Israël (2002)
- Ein Qiniyye,  Israël (2022)[9]

## Galerij

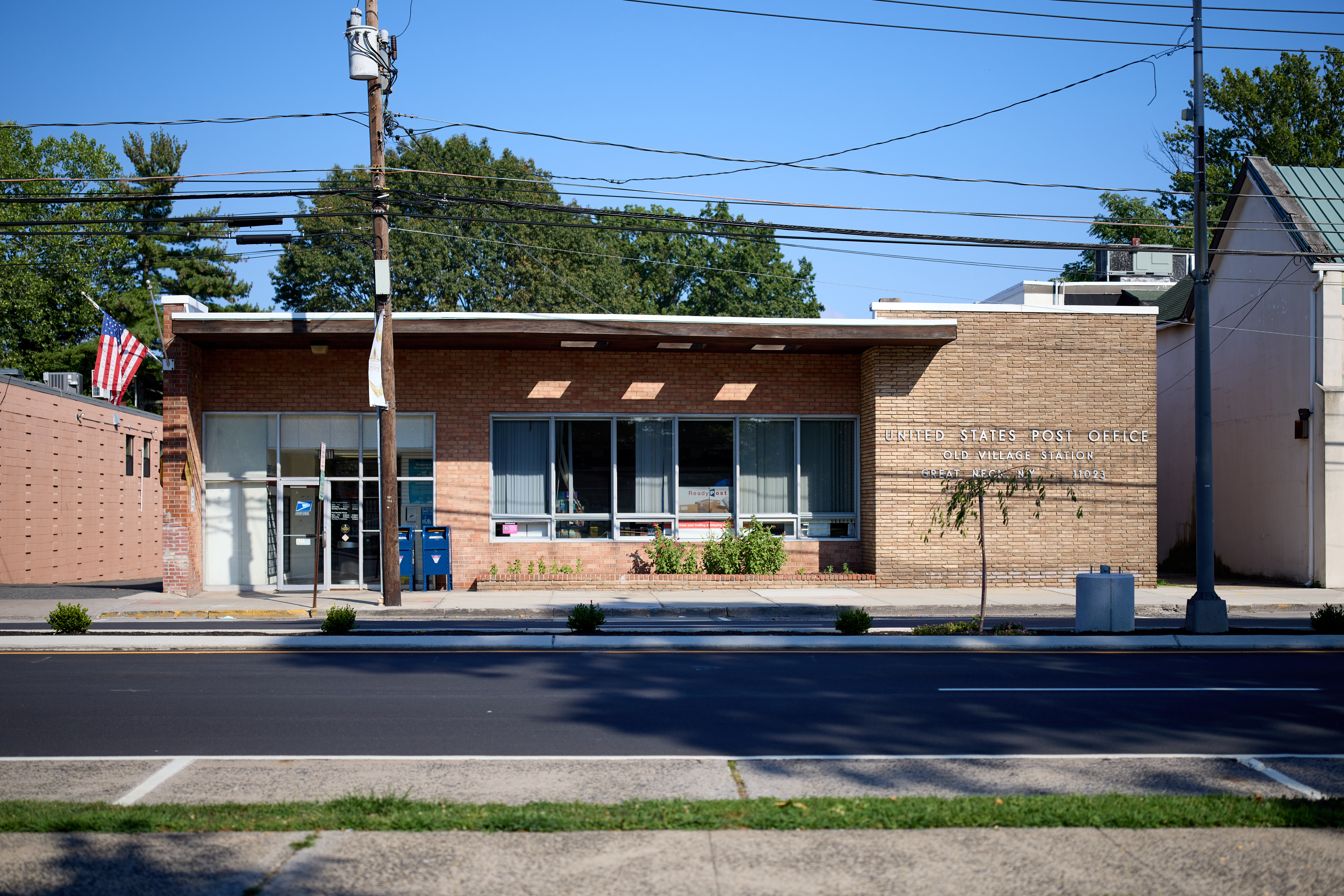
Voormalig postkantoor
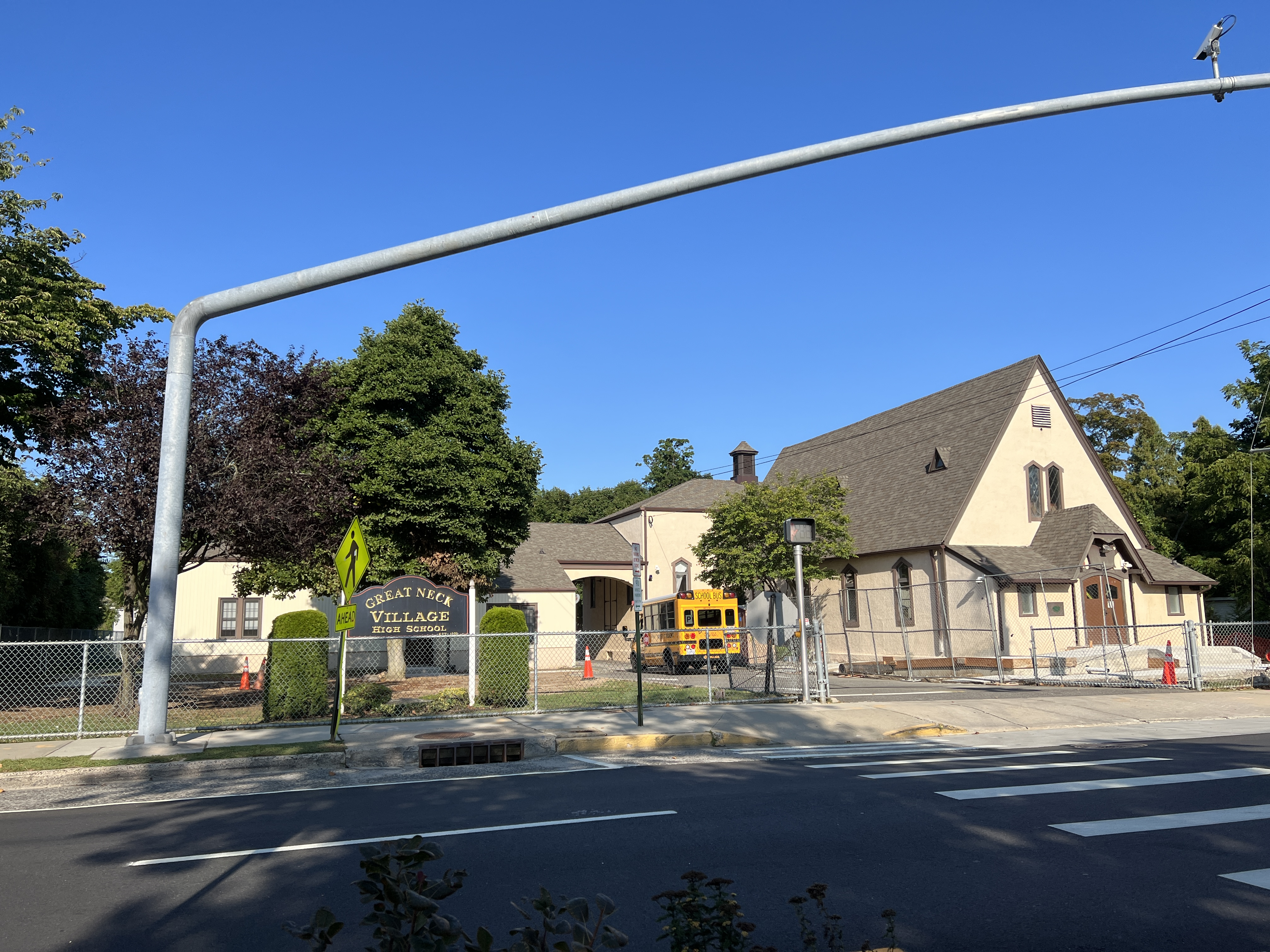
Village School
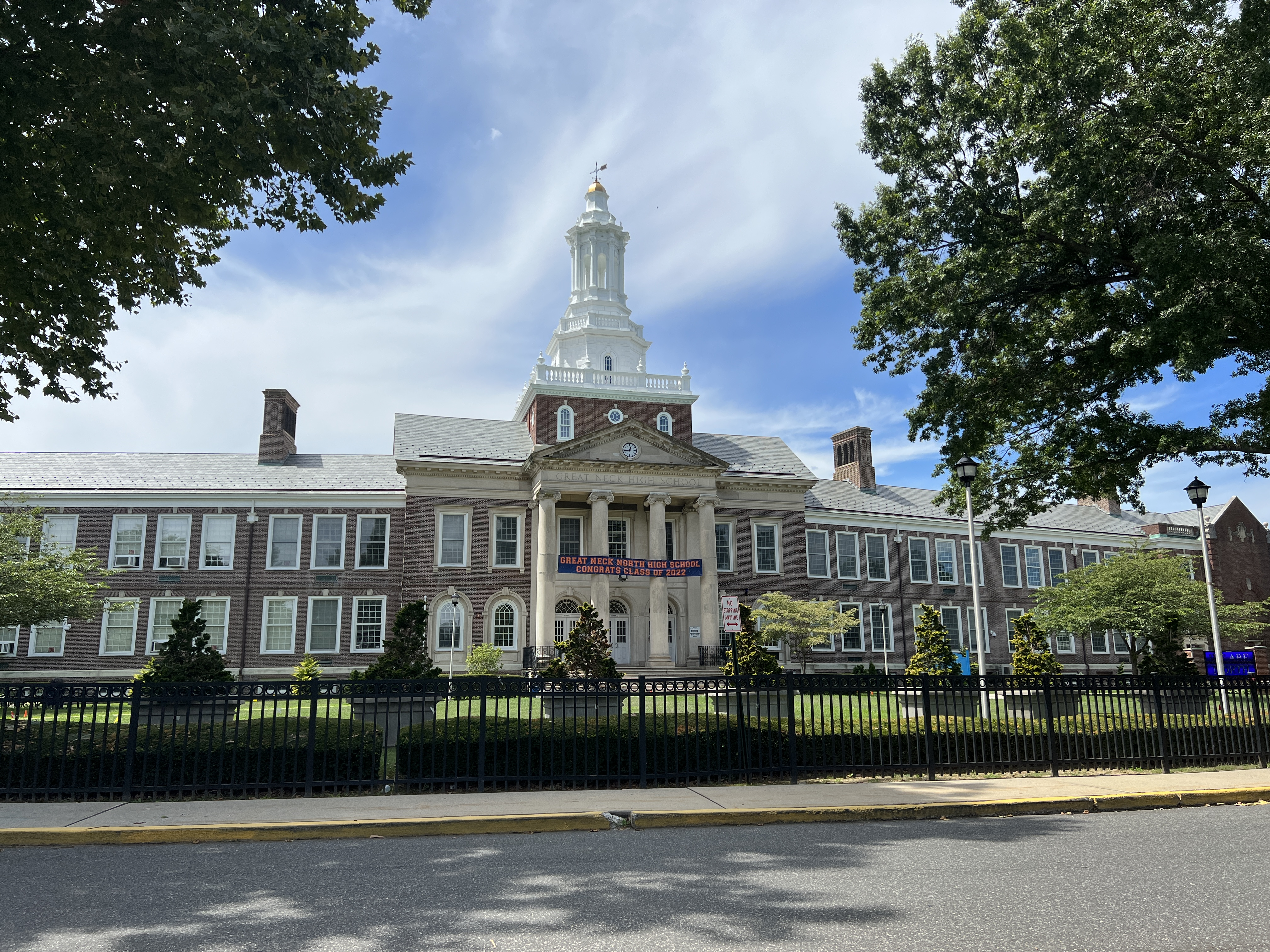
John L. Miller Great Neck North High School